# Amiota ailaoshanensis
Amiota ailaoshanensis este o specie de muște din genul Amiota, familia Drosophilidae, descrisă de Chen și Mahito Watabe în anul 2005. Conform Catalogue of Life specia Amiota ailaoshanensis nu are subspecii cunoscute.